# Man with a Movie Camera
Albums de The Cinematic Orchestra
Every Day
(2002) Ma Fleur
(2007)
Man With A Movie Camera est un album du groupe britannique de jazz et downtempo The Cinematic Orchestra, sorti sur le label Ninja Tune en mai 2003.

## Présentation
L'album contient de nouvelles versions ainsi que des reprises de morceaux de leur album précédent, Every Day (2002), notamment le morceau Man With A Movie Camera et une version instrumentale du morceau All Things to All Men sous le titre All Things.
Cet album est une nouvelle bande originale d'un film documentaire muet datant de 1929, L'Homme à la caméra du réalisateur soviétique Dziga Vertov.
Un DVD du même nom contient le film original de Dziga Vertov accompagné de la bande originale réalisée par le groupe.

## Liste des titres
| 1.    | The Projectionist                    | 0:07  |
| 2.    | Melody                               | 0:20  |
| 3.    | Dawn                                 | 4:01  |
| 4.    | The Awakening of a Woman (Burnout)   | 10:20 |
| 5.    | Reel Life (Evolution II)             | 6:58  |
| 6.    | Postlude                             | 1:46  |
| 7.    | Evolution (Versao Portuense)         | 5:48  |
| 8.    | Work It! (Man With the Movie Camera) | 8:06  |
| 9.    | Voyage                               | 0:23  |
| 10.   | Odessa                               | 2:06  |
| 11.   | Theme de Yoyo                        | 2:20  |
| 12.   | The Magician                         | 2:27  |
| 13.   | Theme Reprise                        | 2:53  |
| 14.   | Yoyo Waltz                           | 1:17  |
| 15.   | Drunken Tune                         | 4:50  |
| 16.   | The Animated Tripod                  | 1:13  |
| 17.   | All Things                           | 6:06  |
| 61:01 |                                      |       |